# Макарівка (Ніжинський район)
Мака́рівка — село в Україні, у Бобровицькій міській громаді Ніжинського району
Чернігівської області, на річці Бистриці. Населення складає 536 осіб на 220 дворів. Біля села розташовано залізничний зупинний пункт «Макарівка» (1964).

## Історія
У переписній книзі Малоросійського приказу (1666) серед опису Бобровиці та навколишніх сіл Макарівка не згадується. Однак є згадка про млин на річці СБобровиці — у власності бобровицького міщанина Макарка Анисченка. Можливо, саме власник млина дав назву селу.
1720 року жалувана грамота Петра I, видана Києво-Печерській Лаврі, підтвердила раніше надані права монастиря на Макарівку з млином. Згідно з Генеральним слідством Київського полку, в 1726 році «въ селѣ Макаровцѣ и Сухинцѣ» 52 двори були маєтностями Києво-Печерської Лаври..
Згідно з Рум'янцевським описом (1765—1769) селяни платили Лаврі консистенський податок та відбували панщину 3 дні на тиждень по 1 душі від двору.
1781 року в Макарівці було 28 хат, де жили посполиті та козацькі підсусідки. За даними ревізії 1782 року 119 чоловіків та 105 жінок у Макарівці належали до вѣдомства Макаровскаго Києво-Печерської Лаври. 1787 року тут жило 38 дорослих чоловіків — казенних людей.

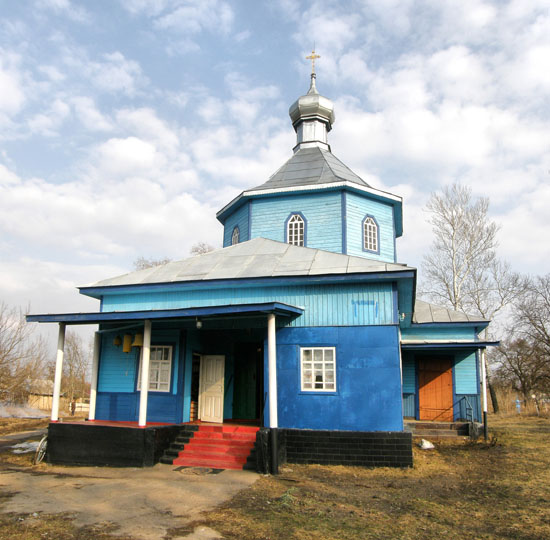
Храм Великомучениці Параскеви (1922)

За даними 1859 року населення села становило 610 осіб на 87 дворів. Серед них — 290 чоловік та 320 жінок. Макаровка — деревня казенная, при рч. Бобровицѣ.
За переписом 1897 року в селі мешкало 874 осіб (усі назвали себе православними), серед них — 409 чоловіків та 465 жінок.
1913 року збудовано земську школу, яка у 2013 році відзначила своє століття.
1922 року освячено храм Великомучениці Параскеви.
За даними податкових списків 1923 року в Макарівці були 293 господарства, у яких мешкало 1211 осіб. Макарівка належала до Козелецького району (а не до Бобровицького) Ніжинської округи Чернігівської губернії. До райцентру було 28 верст польовими дорогами, до станції Бобровиця — 4 версти. Село мало свою сільраду та школу, телефону не було.
12 червня 2020 року, відповідно до розпорядження Кабінету Міністрів України № 730-р «Про визначення адміністративних центрів та затвердження територій територіальних громад Чернігівської області», увійшло до складу Бобровицької міської громади.
19 липня 2020 року, в результаті адміністративно-територіальної реформи та ліквідації Бобровицького району, увійшло до складу Ніжинського району Чернігівської області.

## Політика

### Парламентські вибори, 2019
На позачергових парламентських виборах 2019 року у селі функціонувала окрема виборча дільниця № 740052, розташована у приміщенні клубу.
Результати
- зареєстрований 451 виборець, явка 65,19%, найбільше голосів віддано за «Слугу народу» — 50,18%, за Всеукраїнське об'єднання «Батьківщина» — 19,30%, за Радикальну партію Олега Ляшка — 7,02%[17]. В одномандатному окрузі найбільше голосів отримав Борис Приходько (самовисування) — 44,03%, за Сергія Коровченка (самовисування) — 17,41%, за Олега Дмитренка (самовисування) — 15,36%[18].

## Спорт

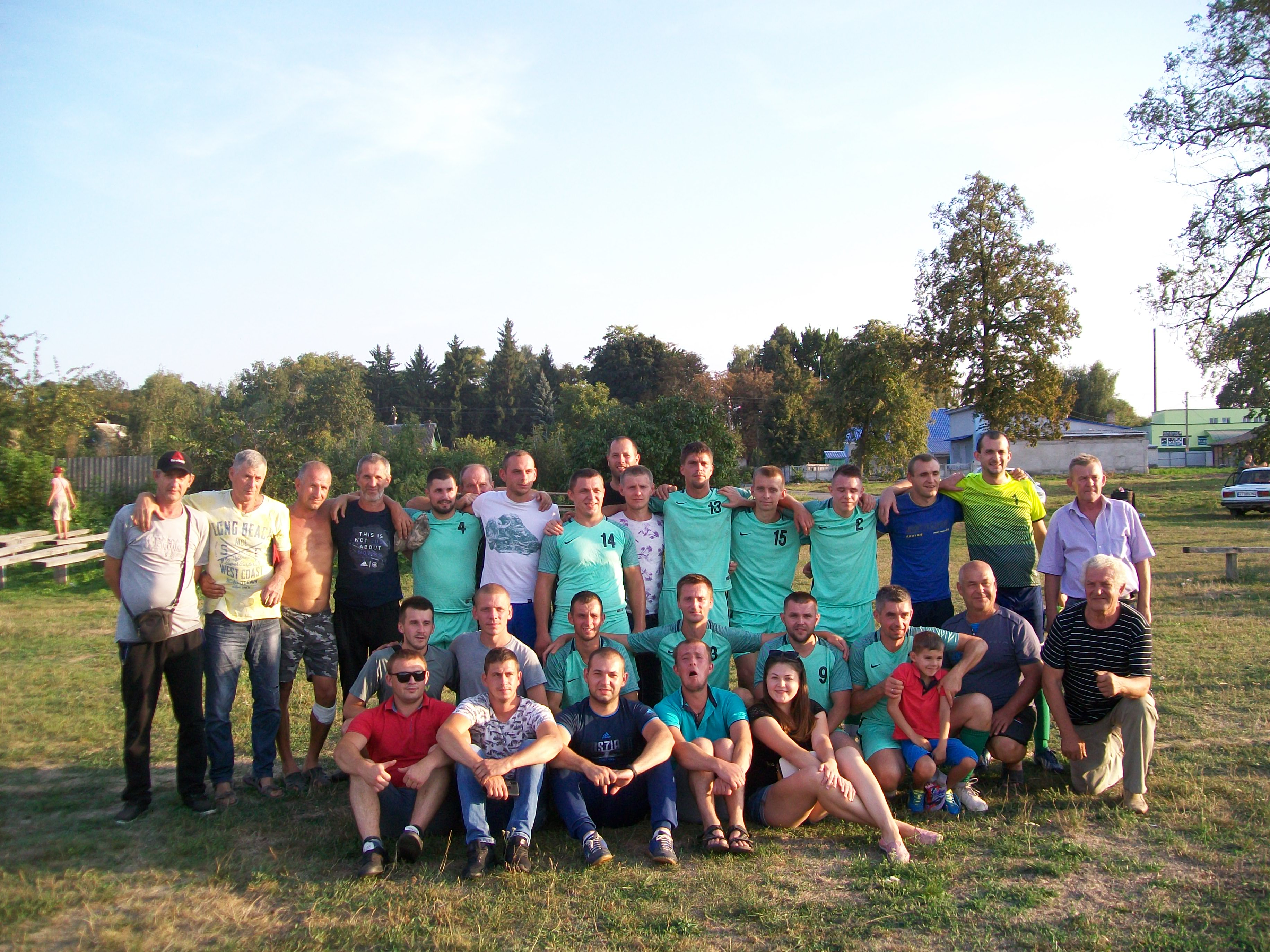

В селі Макарівка базується аматорський футбольний клуб "Єдність". Фк ''Єдність'' (Макарівка) є дворазовим чемпіоном Бобровицького району з футболу (2019 та 2020 років), а також володарем кубку Бобровицького району (2017 та 2019 років).

## Люди
В селі народився  Гомон Олексій Олександрович (1938—2003) — український артист балету, хореограф і педагог.